# Amenhotep II
Amenhotep II was de zevende farao van de 18e dynastie van het oude Egypte. De naam Amenhotep betekent: "Amon is tevreden". Zijn tweede bekende naam Aacheperoere betekent: "Grote manifestatie van Re".

## Biografie
Amenhotep was de zoon van Thoetmosis III en zijn tweede vrouw Hatsjepsoet Meritre. De koning was co-regent gedurende twee jaar en vier maanden volgens bronnen uit de oudheid. Amenhotep werd geconfronteerd met een belangrijke opstand in Syrië door de vazalstaat van Naharin in het jaar 3 van zijn regering, bijna onmiddellijk na de dood van zijn vader. Hij zond zijn leger naar de Levant om deze opstand te onderdrukken.
Bij de verovering van Kadesj en het hiermee succesvol beëindigen van de opstand en van zijn eerste Syrische campagne werden de zeven belangrijkste prinsen door Amenhotep II gevangengenomen en naar Egypte afgevoerd. Daar werden zij ritueel geëxecuteerd in de rijkstempel van Amon (feitelijk als offer aan de oppergod, die de overwinning mogelijk had gemaakt). Naar verluidt werden zes lichamen daarna opgehangen aan de muren van de stad Thebe. Het zevende lichaam werd aan de boeg van het staatsieschip van de koning gehangen en zo naar Koesj gevoerd alwaar het aan de stadsmuur van de provinciehoofdstad Napata werd gehangen als voorbeeld voor wat potentiële opstandelingen te wachten zou staan. De farao wilde net als zijn vader Thoetmosis III een zeer succesvol militair zijn, maar slaagde daar maar ten dele in. Er is in ieder geval geen sprake van geslaagde opstanden in Koesj (in tegenstelling tot onder zijn opvolger Thoetmosis IV).
De koning was daarnaast bekend om zijn fysieke kracht en sportiviteit. Bekend is een gedenksteen (nu in het museum te Luxor) waarop de farao afgebeeld is terwijl hij, in zijn eentje een strijdwagen besturend met de teugels van de paarden om zijn middel, op volle snelheid pijlen afschiet op een met dierenhuid overspannen bronzen plaat die hij niet alleen feilloos treft maar ook doorboort. Dit kon alleen een zeer geoefend paardenmenner en voortreffelijk schutter en Amenhotep liet zich erop voorstaan dat hij dat was. Ook zou hij sneller geroeid hebben dan tien mannen tegelijk. Ongetwijfeld is hier sprake van propaganda, maar een goed sportman zal Amenhotep II zeker geweest zijn.
Amenhotep had ook te kampen met nieuwe opstanden in Syrië. Aan het neerslaan daarvan besteedde hij zijn tweede Syrische veldtocht. Die vond plaats in zijn regeringsjaren 7 tot 9. Beide opstanden werden veroorzaakt door verzet in de Syrische gebieden van het Egyptische Rijk, dat waarschijnlijk opgestookt werd door de koning van de Mitanni. In jaar 9 verloor Amenhotep II zijn gezag over het gebied tussen de Orontes en de Eufraat. Na deze campagne ontwikkelden zich geen verdere conflicten tussen Mitanni en Egypte en werd er een informele vrede gehandhaafd tussen Amenhotep en de koning van Mitanni. Daarna legde Amenhotep de nadruk op binnenlandse kwesties, handhaafde de keizerlijke controle van Egypte over Kanaän en wijdde zich aan de handhaving van Egyptes welvaart.
Amenhotep II was niet alleen een vechter maar ook een diplomaat. Hij regelde dat de Babyloniërs en Hettieten vrede met elkaar sloten, in ruil voor de betaling aan Egypte door deze gebieden van een schatting. Toen de vrede verzekerd was richtte de koning veel gebouwen op in Egypte.
Er zijn geleerden die denken dat dit de farao was ten tijde van de Joodse exodus, die dan rond ca. 1401 v.Chr. zou hebben plaatsgevonden.

## Bouwwerken
- Bouwplannen in Amada in Neder-Nubië
- Een tempel voor Harmachis (Horemachet) bij de grote sfinx in Gizeh.
- Graf DK 35 in de Vallei der Koningen
- Tempel van Amon (Karnak): negende pyloon
- Tempel bij Kalabsha: decoratie

## Galerij

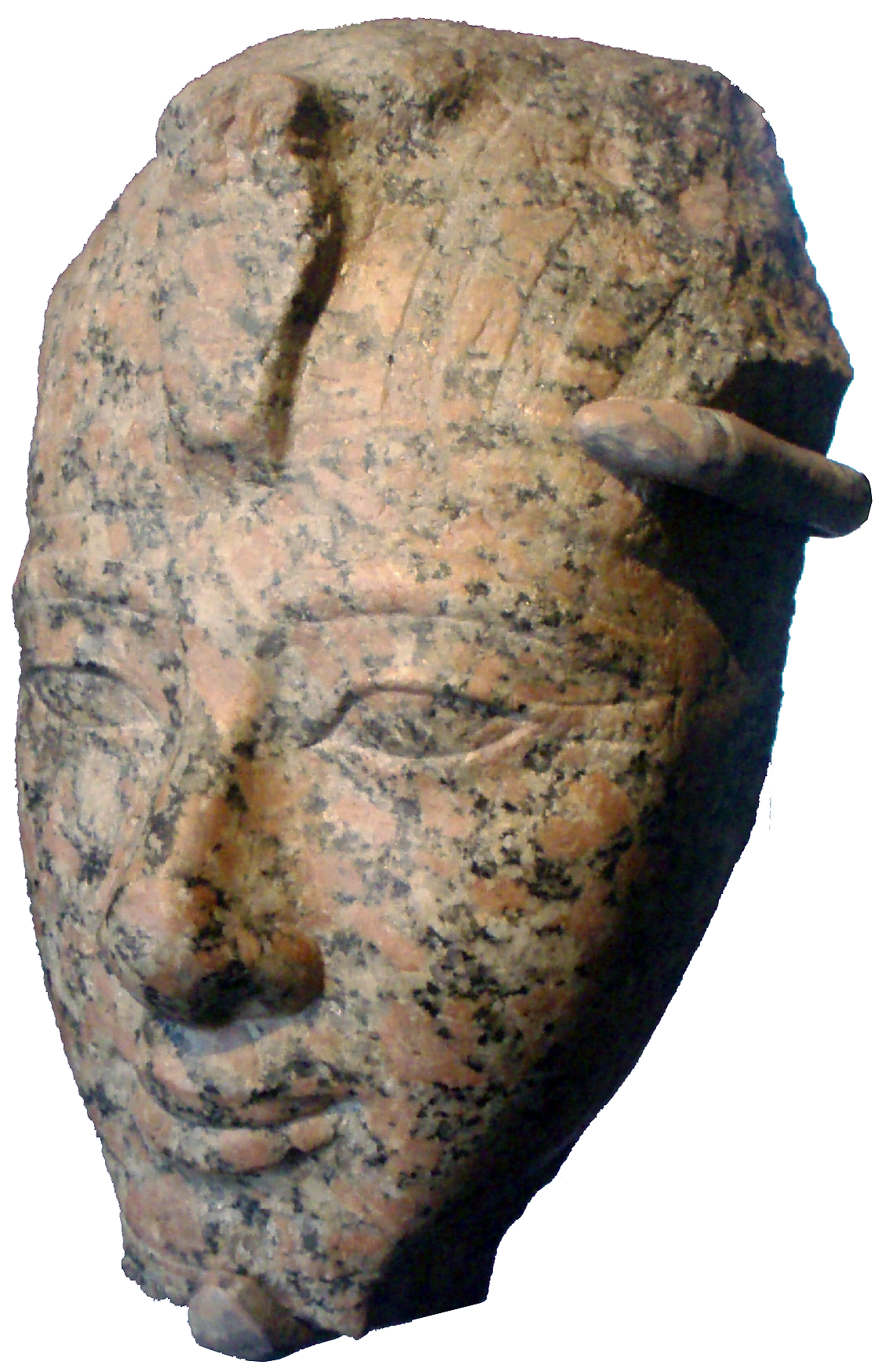
Hoofd van standbeeld van Amenhotep II Brooklyn Museum
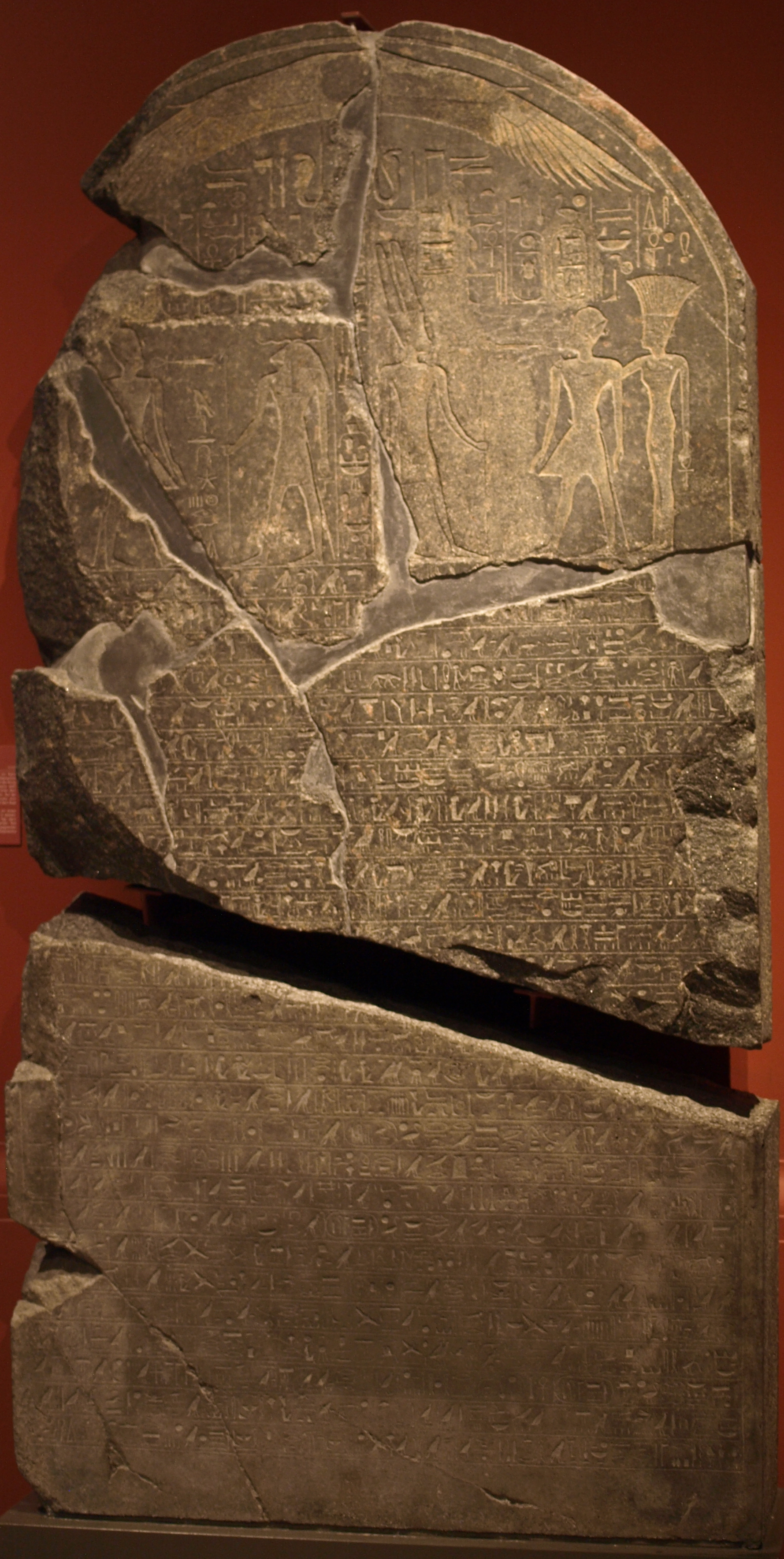
Een stele vertelt het verhaal van de overwinning op Syrië en geeft weer hoeveel oorlogsbuit en gevangenen aan de tempel van Chnoem geschonken werd Kunsthistorisches Museum Vindplaats Elephantine
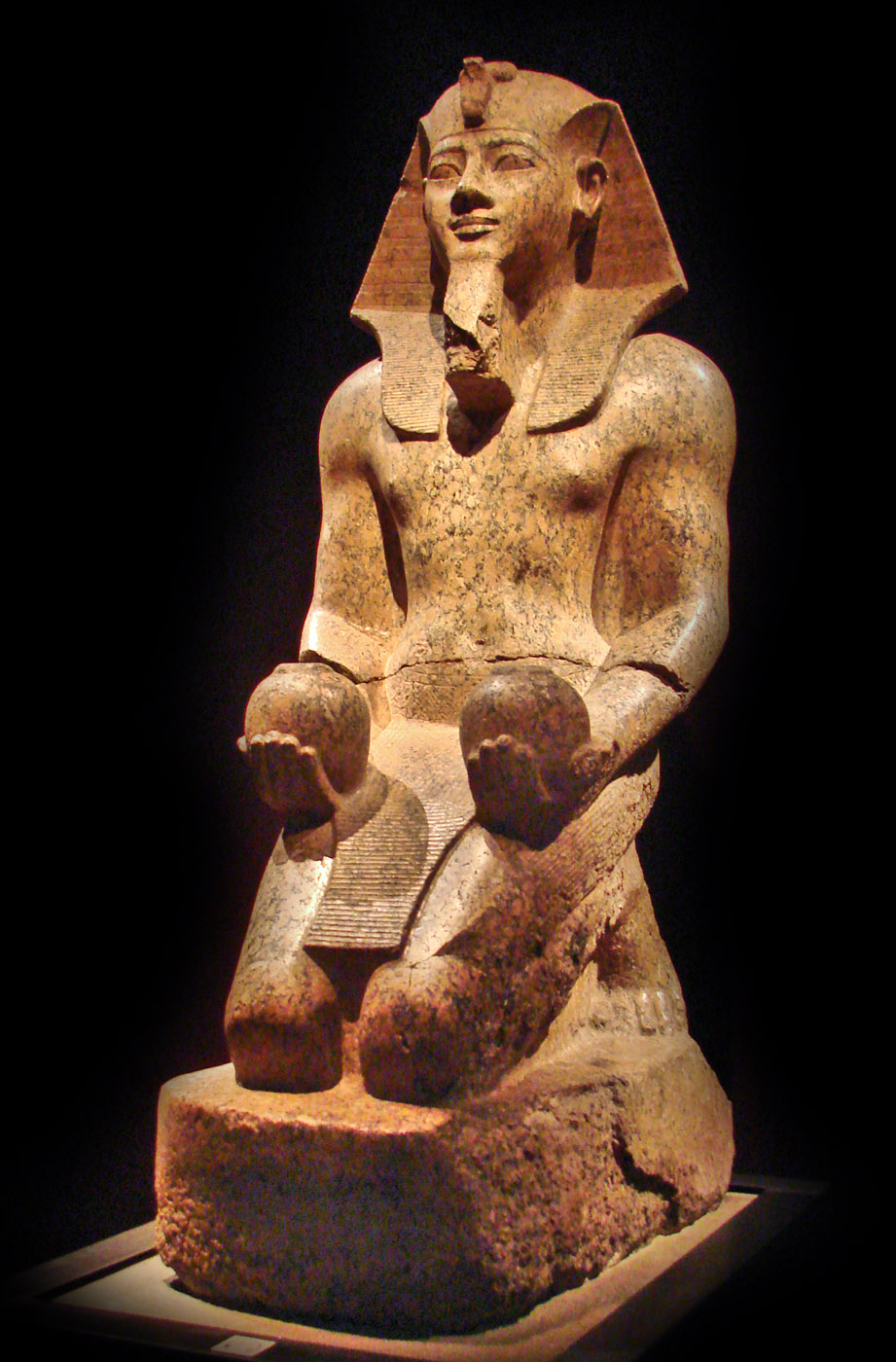
Standbeeld van Amenhotep II Museo Egizio
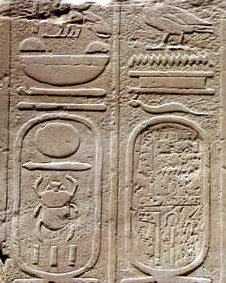
Amenhotep II's cartouche, met latere schade, waarop een variatie van zijn Nomen prijkt Karnak
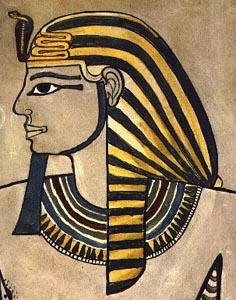
Amenhotep II Graf DK 35

- Gemeinsame Normdatei: 118502476
- International Standard Name Identifier: 0000 0000 9722 3016
- Library of Congress Control Number: n88120371
- Nationale Bibliotheek van Israël: 987007257648305171
- Virtual International Authority File: 33549664
- WorldCat: E39PCjDqMjdmjcgPyjxBBx9jyd